# Klein-Venedig
Klein-Venedig (en alemán: Pequeña Venecia, también Welser-Kolonie -colonia Welser- o Welserland -país Welser-) fue el nombre dado a una parte del territorio de la actual Venezuela, que les fue arrendado por Carlos I a la familia alemana de banqueros Welser desde 1528 hasta 1546 para su colonización a cambio de saldar algunas deudas contraídas por el monarca. Los Welser eran una familia patricia de las Ciudades Imperiales Libres de Augsburgo y Núremberg. Klein-Venedig representa el mayor esfuerzo de colonización alemana de América en el siglo XVI.
La principal motivación fue la búsqueda de la legendaria ciudad de El Dorado. La empresa fue dirigida al principio por Ambrosio Alfinger, quien fundó Nueva Núremberg (actual Maracaibo) en 1529. Después de la muerte de Alfinger (1533) y luego la de su sucesor Jorge de Espira (1540), Felipe de Utre continuó la exploración en el interior, y en su ausencia de la capital de la provincia la corona de España reclamó el derecho de nombrar un gobernador. En el regreso de Utre a la capital, Santa Ana de Coro, en 1546, el gobernador español Juan de Carvajal ejecutó a de Utre y Bartolomé Welser. El rey Carlos I entonces revocó la carta de los Welser.

## Historia

### Antecedentes

Mapa del Sacro Imperio Romano Germánico a mediados del.

En 1519, el rey Carlos I de España, con el fin de acceder al trono imperial del Sacro Imperio Romano Germánico (bajo el nombre de Carlos V), obtuvo de las familias augsburguesas de Welser y Fugger importantes préstamos. Según las estimaciones, Carlos I les debía a estas familias de banqueros entre 143.000 y 158.000 florines, gracias a los cuales pudo afirmarse en el trono frente a su rival Francisco I de Francia. Los años pasaron sin que Carlos I pudiese pagar más que una pequeña parte de su deuda.
En el convenio realizado por el burgalés García de Lerma en nombre del rey con Bartholomeus V. Welser, jefe de la empresa bancaria, se acordó entonces ceder en forma de arriendo una parte del Nuevo Mundo a los Welser como forma de pago, convirtiéndose a la provincia de Venezuela en un feudo bajo su poder en 1528, situación que finalizaría en 1546 al pasar a ser gobernada por Juan Pérez de Tolosa, aunque los Welser perderían definitivamente sus derechos en 1556.

### El contrato de Venezuela

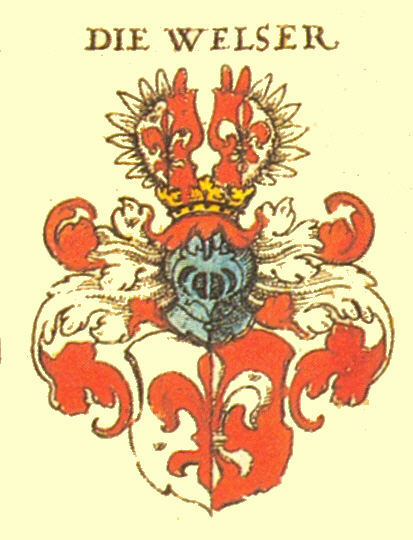
Emblema de la familia Welser.

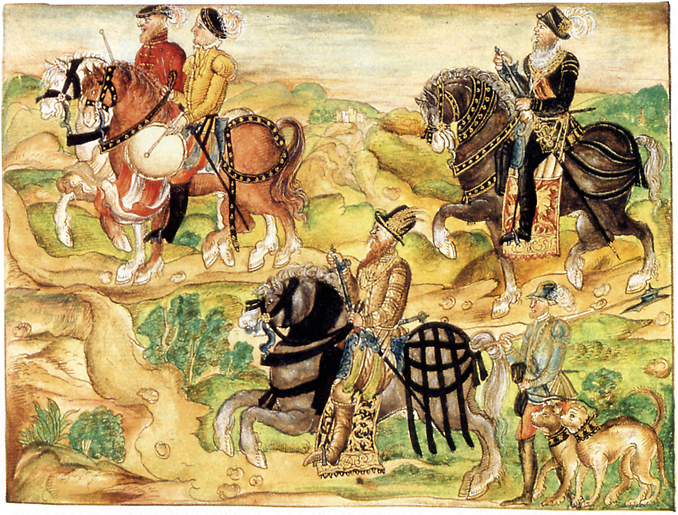
Felipe de Utre (centro) y Jorge de Espira (derecha) durante una inspección de la flota de los Welser en Sanlúcar de Barrameda antes de zarpar hacia Venezuela. Ilustración de Hieronymus Köler, c. 1560.

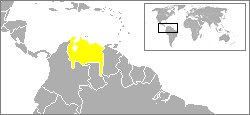
Territorio arrendado a los Welser entre 1528 y 1545, que corresponde a parte de la actual Venezuela.

Carlos I y los Welser acordaron el 27 de marzo de 1528 en el "Contrato de Venezuela" (hoy "Contrato de Madrid") las condiciones del acuerdo. Los Welser estaban obligados a conquistar el país por cuenta propia, reclutar solo tropas españolas y flamencas, equipar dos expediciones de cuatro embarcaciones y construir dos ciudades y tres fortalezas dentro de los dos años posteriores a la toma de posesión; también podían utilizar gobernadores y empleados propios y fueron liberados del impuesto de sal y de todos los aranceles portuarios en el puerto monopolístico español de Sevilla. Se les permitió esclavizar a los indígenas hostiles (después de una advertencia previa) e introducir aproximadamente 4.000 esclavos africanos. Los inmigrantes que llegaran a la colonia obtendrían tierra arable.
Los Welser recibían una ganancia neta del 4%  de toda la empresa. El rey español se quedaba con un décimo del oro, plata o piedras preciosas que se encontrasen; más tarde esta fracción se aumentó a un quinto. Como Venezuela tenía la reputación de contener minas de oro, más tarde obtuvo permiso para enviar a 150 mineros alemanes.
La Casa de la Contratación fijó los límites del territorio arrendado: al oeste el cabo de la Vela y al este el cabo de Maracapana, cada uno distante del otro aproximadamente 900 kilómetros. También la franja costera (llamada "Costa de la Perla") y las islas asociadas quedaban disponibles a la explotación de los Welser, a excepción de Aruba, Bonaire y Curazao. Por otro lado, no se definió una frontera sur; solo se escribió "de la una mar a la otra" (de un mar a otro). Estos fueron probablemente el Caribe ("Mar del Norte") y el buscado Océano Pacífico ("Mar del Sur"). En un mapa del mundo de los Welser de 1530, está escrito que el territorio Welser se extendía hasta el estrecho de Magallanes.

### Colonización
De acuerdo con su contrato los Welser armaron una flota y zarparon desde Sanlúcar de Barrameda (o de Sevilla) el 7 de octubre de 1528 bajo el mando de Ambrosio Alfinger, quien fue nombrado capitán general, junto con el español García de Lerma y 281 colonos, entre ellos venían, Don Pedro Briceño y Verdugo, natural de Arévalo, como Tesorero Real de Santa Marta y luego de Santafé de Bogotáa y su hijo Sancho Briceño y Verdugo Álvarez, que se fue con los alemanes. En Santo Domingo, de Lerma con 50 compañeros partieron para Santa Marta, para restablecer el control español luego del asesinato del gobernador allí. Alfinger y el resto se dirigieron a la costa venezolana y arribaron el 24 de febrero de 1529 a Neu-Augsburg (actual Coro), la entonces capital provincial de Venezuela; casi inmediatamente Alfinger reemplazó a su diputado español, González de Leyva, con Nicolás Federmann.
Originalmente se planeó cobrar las deudas de Carlos I principalmente mediante la venta de oro, sal, esclavos o maderas preciosas, pero solo el comercio de esclavos produjo el beneficio deseado. Así, los gobernadores pusieron más esfuerzo en la venta de esclavos y a su vez se estaban haciendo más despiadados contra los indígenas. La población española también se sintió explotada por los Welser. El misionero español Bartolomé de Las Casas escribió: "Los alemanes son peores que los leones más salvajes. Por avaricia, estos demonios humanos actúan de manera mucho más brutal que cualquiera de sus predecesores". Así que el número de quejas en la Audiencia aumentó. En 1536, a petición del obispo de Coro, se reunió una comisión para investigar las denuncias de violencia contra españoles e indígenas. Sin embargo, el entonces gobernador Jorge de Espira emprendió una expedición en busca de El Dorado y su diputado Nicolás Federmann tampoco estaba interesado en los asuntos de justicia y lanzó también una expedición en 1537.

### Búsqueda de El Dorado

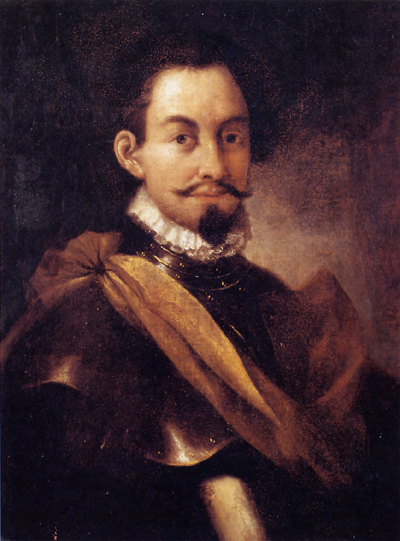
Felipe de Utre. Último Gobernador de Welserland o Klein-Venedig.

Desde Coro, Alfinger exploró el interior en busca de la legendaria ciudad de El Dorado. En agosto de 1529 realizó su primera expedición al lago de Maracaibo, a la que se opuso con amargura los indígenas, los coquivacoa. Después de ganar una serie de sangrientas batallas fundó el asentamiento de Nueva Núremberg (en alemán: Neu-Nürnberg) 8 de septiembre de 1529. Alfinger nombró al lago «Mara» por el valiente cacique de los coquivacoa, que había muerto en la lucha. La ciudad pasó a llamarse Maracaibo después de que los españoles tomaron posesión.
Alfinger contrajo malaria y decidió recuperarse en las comodidades relativamente civilizadas de la Española, por lo que entregó la autoridad temporal a Federmann el 30 de julio de 1530. A su regreso, Alfinger, con 40 caballos, 130 soldados y un número no contabilizado de aliados indígenas, partió de Coro el 1 de septiembre de 1531 en su segunda expedición al supuesto país del oro hacia el oeste. Cruzaron las montañas de Oca y Valledupar de la serranía del Perijá, avanzaron a lo largo del río Cesar y finalmente a la marisma de Zapatosa. Allí la expedición descansó unos tres meses, luego continuó hacia el sur, donde encontraron una fuerte resistencia de las tribus indígenas, por lo que giraron hacia el este, a lo largo del río Lebrija. Durante esta expedición se vieron obligados a comerse a sus caballos y perros y perdieron a la mayoría de sus aliados indígenas, muchos murieron de frío cuando cruzaron las montañas. Mientras se dirigían a casa, fueron atacados por los chitareros el 27 de mayo de 1533. Alfinger y el capitán Esteban Martín huyeron a un barranco bajo, donde fueron atrapados por los indígenas que les disparaban flechas; Alfinger recibió una flecha envenenada en el cuello. A pesar de las atenciones del padre agustino Vicente de Requejada, Ambrosio Alfinger murió el 31 de mayo de 1533 y fue enterrado bajo un árbol. La expedición regresó sin él a Coro.
Al regresar a Europa después de la muerte de Alfinger, Jorge de Espira estaba entre los jóvenes buscadores de fortuna solicitados por los Welser para colonizar la Nueva Granada en 1534. Espira obtuvo de Carlos I el nombramiento de gobernador de Venezuela, a pesar de las protestas de Nicolás Federmann, quien había sido teniente de Alfinger. Armó una nueva expedición en España y las islas Canarias y desembarcó en Coro el 22 de febrero de 1534.

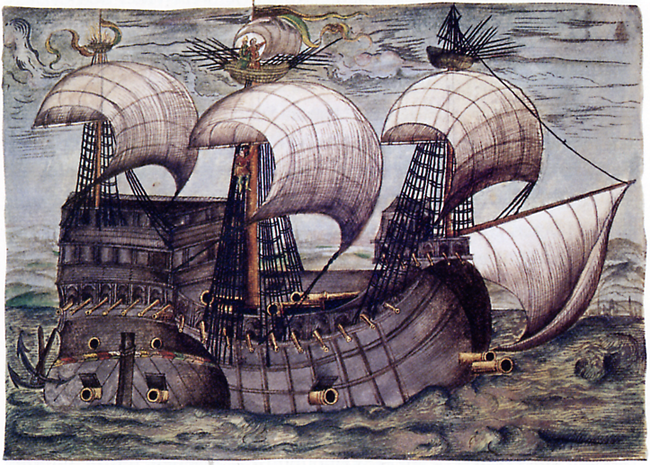
La Santa Trinidad, en la cual Felipe de Utre cruzó el Atlántico en 1535.

Entre 1535 y 1538 buscó El Dorado en el sudoeste de Venezuela y el norte de Colombia, en compañía de Nicolás Federmann y luego con Felipe de Utre. Contra su consejo, Espira había designado a Federmann como su teniente. Acompañados por 450 tropas regulares y 1.500 indígenas aliados, emprendieron un viaje de exploración hacia el interior. Saliendo de la ciudad del Río de la Hacha siguieron el flanco este de la cordillera siguiendo la ruta existente de comercio de sal, donde cruzó los Andes y entró en las tierras de los chibchas. Los chibchas formaban parte de una alianza cuyo reino ya había sido parcialmente conquistado por Gonzalo Jiménez de Quesada tras salir de Santa Marta, actual  Colombia, bajo órdenes de Pedro Fernández de Lugo.
Después de marchar juntos por cerca de 200 millas, Espira y Federmann se dividieron en dos tropas y acordaron reunirse después. Espira experimentó grandes dificultades por parte de indígenas hostiles y los soldados, poco acostumbrados a marchar bajo un sol ardiente, se amotinaron varias veces. Cuando por fin llegaron al lugar designado para la reunión sin encontrar ningún rastro de Federmann, los soldados se desanimaron. Federmann cruzó los Andes hasta Bogotá, donde él y Sebastián de Belalcázar impugnaron los reclamos de Gonzalo Jiménez de Quesada sobre esa provincia.
Sin Federmann, Espira animó a sus tropas con la esperanza de descubrir las riquezas de El Dorado, de las cuales los sobrevivientes de la expedición de Alfinger, entre ellos Federmann, habían traído los primeros informes. Continuaron la marcha hacia el sur pero cuando comenzó la temporada de lluvias, el desbordamiento de los ríos impidió el progreso, y las fiebres consiguientes diezmaron sus filas. Espira  perseveró durante mucho tiempo en su búsqueda de El Dorado, hasta que finalmente su progreso fue detenido por un poderoso río, probablemente el Orinoco, o su afluente el Apure, y a principios de 1539 regresó a Coro con las manos vacías solo con 80 hombres harapientos y enfermos. Debido a su mala salud, Espira renunció como gobernador en 1539, y murió en junio de 1540.
En diciembre de 1540 Felipe de Utre se convirtió en gobernador (capitán general) o Venezuela. Utre continuó la búsqueda en el interior. Después de varios años de vagar, acosados por los nativos y debilitados por el hambre y la fiebre, él y sus seguidores llegaron a una gran ciudad, la capital de los omaguas, en el país al norte del Amazonas, donde fueron derrotados por los indígenas y Utre resultó gravemente herido. En 1546 se dirigió con los sobrevivientes a Coro, para encontrar que el español Juan de Carvajal había sido nombrado capitán general por la Real Audiencia de Santo Domingo para preservar el orden en Venezuela.
A medida que pasaban los años sin noticias de Utre y sus seguidores, Carvajal había fundado El Tocuyo con pobladores de Coro y comenzó a sentirse seguro en su posición, y el regreso de los aventureros alemanes no fue bien recibido por él. Cuando vio cuán disminuidos estaban en número, pensó que los obligaría a reconocer su autoridad. En esto, sin embargo, no tuvo éxito y en un intento posterior por capturarlos fue casi desastroso para él mismo, ya que fue herido por un compañero de viaje de Utre, Bartolomé Welser (el joven).
Carvajal se vio obligado a prometer el paso seguro de los alemanes hacia Coro en la costa. En su viaje a la costa, los aventureros no tomaron precauciones contra el ataque y fueron capturados fácilmente por Carvajal en abril de 1546, quienes después de mantener a Utre y Welser encadenados por un tiempo, los decapitaron.

### Terminación del contrato

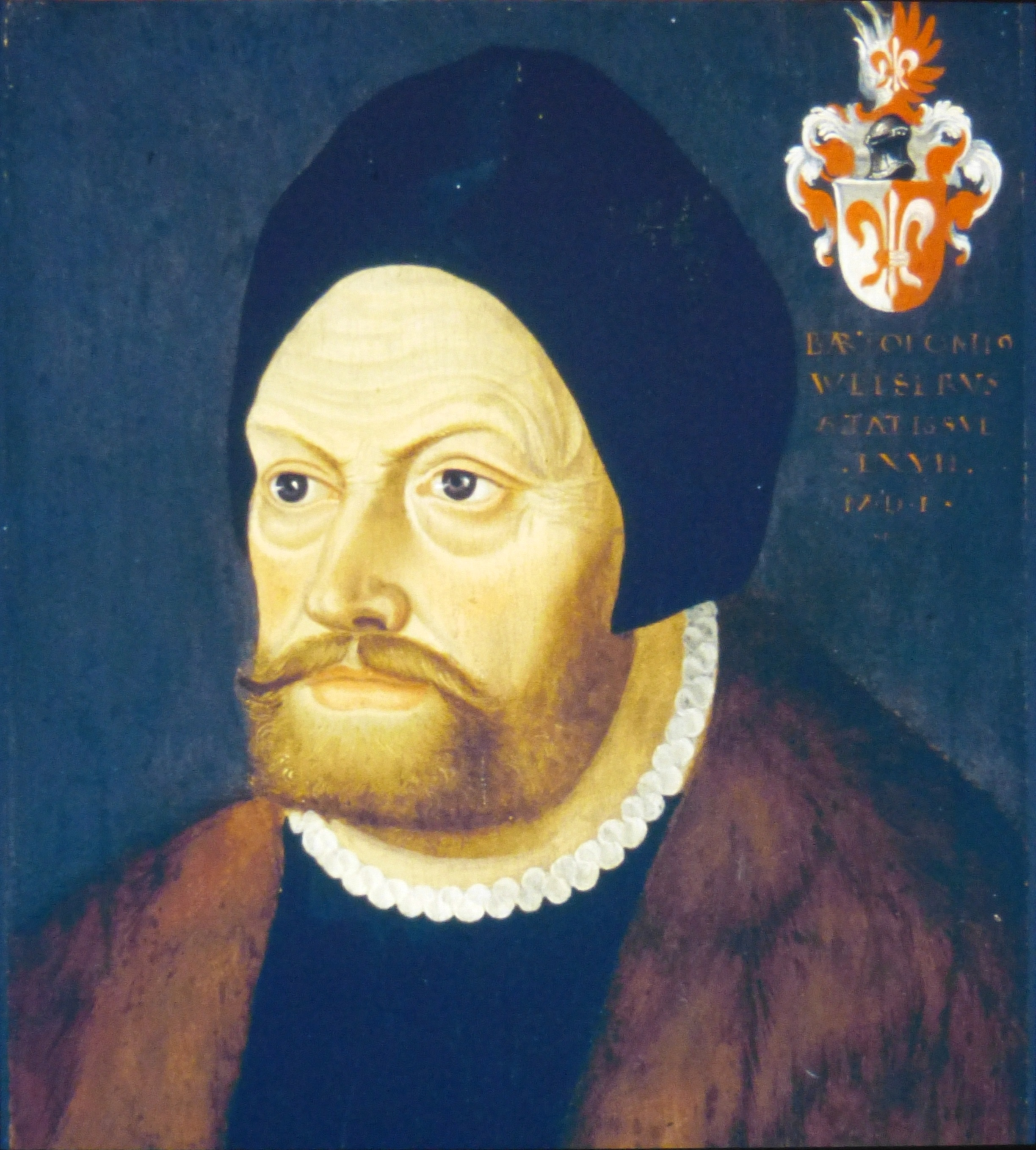
Bartolomé Welser, El Viejo.

Carlos I anunció en 1546 la terminación del "Contrato de Venezuela". La política colonial de los Welser fue un fracaso para él: los gobernadores se enriquecieron, la comida, los caballos y el equipo tuvieron que ser entregados debido a la pobre economía que aún se encontraba focalizada en la costa del Caribe, Nueva Núremberg estaba en ruinas, Nueva Augsburgo perdió su función de capital, Juan de Carvajal se hizo cargo del gobierno con documentos falsos y el cristianismo aún era completamente desconocido para la mayoría de los indígenas paganos. Hasta 1556 Bartolomé Welser (el viejo) procedió con sus reclamos de la propiedad en América del Sur, pero perdió finalmente Klein-Venedig y el patrimonio de Federmann en la Nueva Granada tras la abdicación de Carlos I al trono del Sacro Imperio Romano Germánico.

## Gobernadores
Véase Los Welsers en Venezuela, para una lista completa de los gobernadores entre otros dirigentes.
- 1529-1533: Ambrosio Alfinger (Ambrosius Ehinger)
- 1533-1540: Jorge de Espira (Georg Hohermuth von Speyer)
- 1540-1546: Felipe de Utre (Philipp von Hutten)

El teniente gobernador Nicolás Federmann (Nikolaus Federmann) recibió en 1530 el poder sobre Venezuela por parte de Ambrosius Ehinger.